# Sybil (film 2007)
Sybil è un film del 2007 diretto da Joseph Sargent.
La trama di John Pielmeier si basa sul libro omonimo del 1973 di Flora Rheta Schreiber, che racconta la storia vera di Shirley Ardell Mason, a cui fu diagnosticato un disturbo dissociativo dell'identità (DDI).
Il film è uscito prima in Italia, Nuova Zelanda, Repubblica Dominicana, Brasile, Norvegia, e Ungheria prima di approdare negli Stati Uniti il 7 giugno 2008.

## Trama
Sybil Dorset, travagliata studentessa d'arte alla Columbia University è in cura dalla psichiatra Cornelia Wilbur grazie al Dr. Atcheson, un collega convinto che la giovane donna soffra di isteria femminile. Durante le sedute, Sybil confessa di non aver cognizione di quel che accade per grossi intervalli di tempo. La dottoressa Wilbur la aiuta a ricordare un'infanzia in cui aveva sofferto di abusi fisici, psicologici e sessuali da parte della madre Hattie, fino a far emergere 16 differenti identità, che variano in età e tratti psicologici e che vivono in lei di vita propria. Vicki, una donna francese, è la personalità predominante che spiega alla dottoressa come lei riesca a guidare le varie parti che compongono la psiche di Sybil. Colleghi accuseranno la dottoressa di aver permesso che la paziente creasse tutte le altre identità, ed anche il padre di Sybil negherà tutto, continuando ad asserire che la sua seconda moglie non era stata altro che un'amorevole mamma.

## Accoglienza
Secondo il New York Times, nonostante sia impossibile non guardare il film pensando agli eccezionali sforzi interpretativi di Tammy Blanchard, il risultato appare a volte come un esercizio di recitazione, purtroppo a scapito della storia.